# Aslanyurdu
Aslanyurdu (kurd. Lawzan) ist ein Dorf im Landkreis Mazgirt der türkischen Provinz Tunceli. Aslanyurdu liegt unmittelbar an der Straße zwischen Tunceli und Mazgirt, ca. 20 km nördlich der Keban-Talsperre. Der Ort wird oft auch Arslanyurdu geschrieben. Das Dorf war früher zum Teil armenisch besiedelt. Im Jahre 2011 lebten in Aslanyurdu 231 Menschen.
Das Dorf hieß ursprünglich Lavzan, später Onbaşı und schließlich Aslanyurdu ("Heimat der Löwen").